# François Denhaut
François Denhaut fue un piloto] francés que diseñó, construyó y fue el primero en volar un hidroavión en 1912. 
Nació el 4 de octubre de 1877 en Champagnat, Creuse y después de cierto éxito como ciclista de carreras se interesó en la aviación. En 1908, construyó su primer avión, un biplano propulsado por un motor Anzani de 15 hp (11 kW). Era un motor construido con la ayuda de un mecánico llamado Bouyer M. Mercier. Fue volado brevemente en agosto de 1909, con Bouyer en los controles. En 1911 obtuvo su licencia de piloto y se convirtió en el piloto jefe de la escuela de vuelo de Pierre Levasseur.
Murió en Bellegarde-en-Marche en 1952. En dicha comuna se le dedicó un monumento conmemorativo aéreo, en la Maison Chevanne, una casa del siglo XVII que también es la oficina de turismo y la biblioteca del pueblo.